# Sabas Pretelt de la Vega
Sabas Pretelt de la Vega (né le 11 avril 1946) est un économiste et homme d'affaires colombien et, en 2006, l'ambassadeur colombien auprès de l'Italie et en même temps ambassadeur en Grèce, Saint-Marin, Malte et Chypre tout en étant le représentant permanent auprès des organisations des Nations unies basées à Rome telle que l'Organisation des Nations unies pour l’alimentation et l’agriculture. De 2003 à 2006, il était ministre de l'Intérieur et de la Justice de la Colombie.
D'après Salvatore Mancuso Gómez, ancien commandant des Autodéfenses Unies de Colombie (AUC),  Sabas Pretelt a servi d’intermédiaire lors de négociations entre les paramilitaires et le patronat colombien.
Il est condamné à six ans et huit mois de prison en avril 2015 pour corruption.